# Jauhâr
 (mars 2019).
Si vous disposez d'ouvrages ou d'articles de référence ou si vous connaissez des sites web de qualité traitant du thème abordé ici, merci de compléter l'article en donnant les références utiles à sa vérifiabilité et en les liant à la section « Notes et références ».
Le jauhâr  — parfois transcrit johur  — était une coutume râjpute de mort volontaire sur le bûcher funéraire suivie par les femmes des guerriers râjputs afin d'éviter la déportation et l'esclavage conduits par les musulmans à l'occasion de la défaite des villes ou des citadelles. Par extension, ce terme décrit la pratique du suicide de masse observée de 1300 à 1600 par les femmes râjputes aussi bien que par des communautés entières lorsque la prise d'une ville était jugée certaine. Lorsque l'issue du combat ne laissait aucun doute, les hommes — et tous ceux qui étaient en état de se battre — s'habillaient de safran et s'élançaient vers une mort certaine tandis que les membres du clan qui ne pouvaient se battre — femmes, enfants, vieillards et malades — se jetaient dans le feu. La pratique du jauhâr était glorifiée et de nombreux chants gardent le souvenir de ces sacrifices.
Le jauhâr était réservé à la caste des Kshatriya Râjputs, la caste dirigeante du Rajputana — le Rajasthan de l'Inde actuelle — et des principautés voisines. Il était ignoré par le reste du sous-continent. Le reste de la population, les Brahmanes faisant eux aussi partie de la caste supérieure ainsi que les castes inférieures, ne pratiquait pas cette immolation car ils comptaient généralement survivre à la capture de la ville. Cependant, dans certains cas, comme à Chittorgârh en 1568, les vainqueurs exécutèrent toute la population.
Lors de certains jauhâr, femmes et enfants ne se jetaient pas dans le feu mais tombaient sous les coups de leur propre mari et père avant que ceux-ci n'aillent mourir au combat.
Les cas les plus célèbres de jauhâr eurent lieu au fort de Chittor au Rajasthan :
- en 1303, année où la rânî Padmini, l'épouse du rânâ Rattan Singh pratiqua le jauhâr pour échapper aux convoitises de Alâ ud-Dîn Khaljî ;
- en 1535, lors du siège du sultan Bahâdur Shâh du Goujerat où 13 000 femmes rajputes suivirent dans la mort 32 000 guerriers ;
- en 1568, lors du siège d'Akbar [1].

Cette pratique du jauhâr n'est pas directement liée à celle de la satī, même si, dans les deux cas, s'exprime le sens de l'honneur des femmes râjputes.